# 300: March to Glory
300: March to Glory là một game dành cho hệ máy cầm tay PlayStation Portable (PSP) được phát hành vào ngày 27 tháng 2 năm 2007, dựa trên loạt truyện tranh 300 của Frank Miller và bộ phim cùng tên.

## Cốt truyện
300: March to Glory bắt đầu ngay trước khi xảy ra trận chiến Thermopylae nơi người chơi sẽ vào vai Vua Leonidas, chiến đấu qua những cảnh từ cả trong phim và truyện tranh. Áo giáp, vũ khí và các thông số nhân vật đều có thể được nâng cấp. Người chơi sẽ phải giao chiến với đám đông chiến binh Ba Tư bao gồm nô lệ, lính cầm thương, cung thủ, đạo quân bất tử, các võ sĩ Ba Tư, hai viên tướng Ba Tư là Mardonius và Hydarnes. Hành động được đẩy mạnh khi quân đội Spartan tạo thành đội hình phalanx. Đội hình này được sử dụng để chống lại không chỉ đám lính Ba Tư mà còn cả những con thú khổng lồ như voi chiến. Khi trận đấu tiếp tục hơn nữa, Leonidas cũng có thể mang hai thanh kiếm và khả năng thay đổi giữa các loại vũ khí khác nhau.

## Đón nhận
Trò chơi được giới phê bình đánh giá ở mức trung bình cho đến tồi tệ, với số điểm trung bình là 54.4% trên GameRankings.com  và 55/100 trên Metacritic.com  Dù vậy, 300: March to Glory vẫn bán đủ để được coi là một phần của bộ sưu tập Greatest Hits của PSP.